# Centaurea conocephala
Centaurea conocephala là một loài thực vật có hoa trong họ Cúc. Loài này được Bolle mô tả khoa học đầu tiên năm 1860.